# 체체파리
체체파리(영어: Tsetse fly)는 파리목 집파릿과에 속한 아프리카산 흡혈성 파리를 통틀어 이르는 말이다. 몸은 집파리보다 조금 크고 검으며, 사람이나 짐승의 피를 빤다. 사람에게는 수면병(睡眠病), 가축에게는 나가나병을 감염시키는 병원체인 트리파노소마를 옮기는 중간 숙주이다. 병원균은 트리파노소마로 감염된 동물이나 사람의 피를 빨아 병원균을 얻고 나서 다른 동물이나 사람의 피를 빨 때 감염된다. 번식은 암컷은 한배에 한 마리의 애벌레만 낳는다. 어미의 몸 안에서 알은 유충으로 부화하고 자라는 동안 영양을 공급받으며, 완전히 자란 후 땅에 구멍을 파고 들어가 번데기가 된다. 암수 모두 왕성하게 피를 빨며, 주로 호숫가나 강둑을 따라 살기 때문에 체체파리가 기승을 부리는 아프리카의 몇몇 지역에서는 사람이 살 수 없다. 체체파리는 살충제를 뿌려서 구제하거나 수컷에 방사선을 쏘아 생식을 할 수 없게 만들기도 한다.
‘체체’라는 이름은 ‘파리’라는 뜻의 츠와나어에서 왔다.

## 생김새
다른 곤충처럼, 체체파리의 성체 또한 세 부분으로 나뉜다: 머리, 흉부, 배
머리에는 큰 두 눈이 양쪽에 각각 있으며 길고 뾰족한 촉문이 머리 아래 앞으로 나있다. 흉부가 가장 큰 부분인데 세쌍의 다리가 붙어있고 두 개의 날개, 평형곤이 붙어있다. 배는 짧은 부분이지만 넓어서 먹이를 먹으면 매우 많이 커진다. 또 체체파리의 소낭은 커서 피를 빨 때 부피를 쉽게 늘릴수 있게 한다.

## 트리파노소마증
트리파노소마증은 체체파리가 유발하는 병이다.

## 하위 종
- Glossina morsitans(사바나에 사는 종)
- Glossina fusca(숲에 사는 종)
- Glossina palpalis(강가에 사는 종)

## 참고 문헌
- 이 문서에는 다음커뮤니케이션(현 카카오)에서 GFDL 또는 CC-SA 라이선스로 배포한 글로벌 세계대백과사전의 내용을 기초로 작성된 글이 포함되어 있습니다.